# Жабинцы (Чемеровецкий район)
Жабинцы (укр. Жабинці) — село в Каменец-Подольском районе Хмельницкой области Украины.
Население по переписи 2001 года составляло 762 человека. Почтовый индекс — 31650. Телефонный код — 3859. Занимает площадь 2,249 км². Код КОАТУУ — 6825282701.

## Местный совет
31660, Хмельницкая обл., Каменец-Подольский р-н, с. Гуков, ул. Центральная, 2